# Fortaleza de San Felipe
La Fortaleza de San Felipe es una antigua construcción militar del Imperio español, ubicada en el norte de la isla de La Española, en la provincia de Puerto Plata, República Dominicana.

## Historia
Dado que la bahía de Puerto Plata es profunda y bien protegida, es además la más cercana a Santiago de los Caballeros y del Cibao para servir de puerto. Estas condiciones fueron estratégicas para la construcción de la fortaleza que también es conocida como «El Morro de San Felipe».
Su construcción fue encargada por el rey Felipe II de España, y fue completada en 1577 por Rengifo de Angulo, el alcaide del fuerte.
La fortaleza funcionó como prisión en varias ocasiones y allí estuvo el patricio Juan Pablo Duarte en calidad de Preso político por órdenes de Pedro Santana. 
Durante la dictadura de Rafael Leónidas Trujillo fueron apresados y llevados a esta cárcel Manolo Tavárez Justo y Leandro Guzmán, esposos de las hermanas Mirabal. Ambos fueron trasladados desde Salcedo hasta Puerto Plata con la intención de que las hermanas tuvieran que desplazarse a un lugar lejano para visitarlos, lo que facilitaba el plan de hacerlas víctimas de un supuesto accidente, junto a su chofer Rufino de la Cruz Disla.
El 25 de noviembre de 1960, las hermanas Mirabal se dirigieron hacia Puerto Plata para visitar a sus esposos. Al regresar a su pueblo, Salcedo, fueron interceptadas por miembros del Servicio de Inteligencia Militar (SIM) en la salida de Puerto Plata. Luego fueron conducidas a una casa campestre donde fueron brutalmente golpeadas hasta causarles la muerte.
Este crimen generó una fuerte reacción nacional e internacional, acelerando la caída del régimen, y seis meses después, el 30 de mayo de 1961, se produjo el ajusticiamiento del dictador Rafael Leónidas Trujillo.

## Prisioneros Notables
- General Juan Contreras (1845)
- General Manuel Mora (1845)  Febrerista se destacó en la batalla del 19 de Marzo. Se llamó el Cubo de Mora, hasta los días de la Ocupación Militar Norteamericana a la celda donde estuvo encarcelado y sometido a un procedimiento medieval.[8]
- Juan Pablo Duarte
- Cmte  Juan Contreras (1857)
- Gobernador de Puerto Plata Juan Francisco Sánchez (1878) (a) Papí, hijo del patricio Francisco del Rosario Sánchez[9]
- Gobernador de Azua Valentín Pérez (1879). Pasó por Puerto Plata, pasajero del vapor español Manuela, fue encarcelado por el gobernador Federico Lithgow.[10]
- General Cirilo de los Santos (a) Guayubín (1903)
- Eugenio Deschamps (1886), vicepresidente de la República Dominicana y su esposa Balbina Chávez Calderón.[11]

## Ubicación
Está situada en una colina en la «Puntilla del Malecón», con vistas al Océano Atlántico, su ubicación estratégica protege la entrada a la ciudad del puerto. Hoy en día, la Fortaleza de San Felipe sirve como un museo que muestra la importante función que ha desempeñado en la historia de Puerto Plata y la República Dominicana.

### Información sobre la Fortaleza de San Felipe]
- Datos: Q5472510
- Multimedia: Fortaleza de San Felipe, Puerto Plata / Q5472510